# Kiyama-jima
Kiyama-jima (japanisch 木山島) ist eine unbewohnte Insel der Amami-Gruppe. Sie gehört administrativ zur Stadt Setouchi im Landkreis Ōshima der Präfektur Kagoshima. Kiyama-jima liegt direkt östlich von Ukeshima. Die Insel hat eine Fläche von 0,34 km² bei einem Umfang von 2,6 km. Die höchste Erhebung erreicht eine Höhe von 85 m. An der Küste gibt es Sandstrände. Die Insel war ursprünglich ein heiliger Ort an dem für eine sichere Reise gebetet wurde. Heute wird sie als Ausgangspunkt zum Tauchen und Angeln genutzt.